# Стоу (Огайо)
Стоу (англ. Stow) — місто (англ. city) в США, в окрузі Самміт штату Огайо. Населення — 34 483 особи (2020).

## Географія
Стоу розташований за координатами 41°10′35″ пн. ш. 81°26′11″ зх. д. / 41.17639° пн. ш. 81.43639° зх. д. (41.176261, -81.436523).  За даними Бюро перепису населення США в 2010 році місто мало площу 44,86 км², з яких 44,26 км² — суходіл та 0,60 км² — водойми.

## Демографія
Згідно з переписом 2010 року, у місті мешкало 34 837 осіб у 14 226 домогосподарствах у складі 9436 родин. Густота населення становила 777 осіб/км².  Було 15141 помешкання (338/км²).
Расовий склад населення:
| - 93,0 % — білих - 2,7 % — чорних або афроамериканців - 2,4 % — азіатів - 0,1 % — корінних американців |

До двох чи більше рас належало 1,4 %. Частка іспаномовних становила 1,5 % від усіх жителів.
За віковим діапазоном населення розподілялося таким чином: 22,7 % — особи молодші 18 років, 63,5 % — особи у віці 18—64 років, 13,8 % — особи у віці 65 років та старші. Медіана віку мешканця становила 39,7 року. На 100 осіб жіночої статі у місті припадало 93,0 чоловіків;  на 100 жінок у віці від 18 років та старших — 89,6 чоловіків також старших 18 років.
Середній дохід на одне домашнє господарство  становив 78 543 долари США (медіана — 65 385), а середній дохід на одну сім'ю — 94 622 долари (медіана — 83 096). Медіана доходів становила 57 227 доларів для чоловіків та 41 381 долар для жінок. За межею бідності перебувало 5,1 % осіб, у тому числі 5,6 % дітей у віці до 18 років та 4,5 % осіб у віці 65 років та старших.
Цивільне працевлаштоване населення становило 18 132 особи. Основні галузі зайнятості: освіта, охорона здоров'я та соціальна допомога — 28,5 %, виробництво — 15,6 %, роздрібна торгівля — 10,8 %, науковці, спеціалісти, менеджери — 10,4 %.